# Mariä Himmelfahrt (Perach)

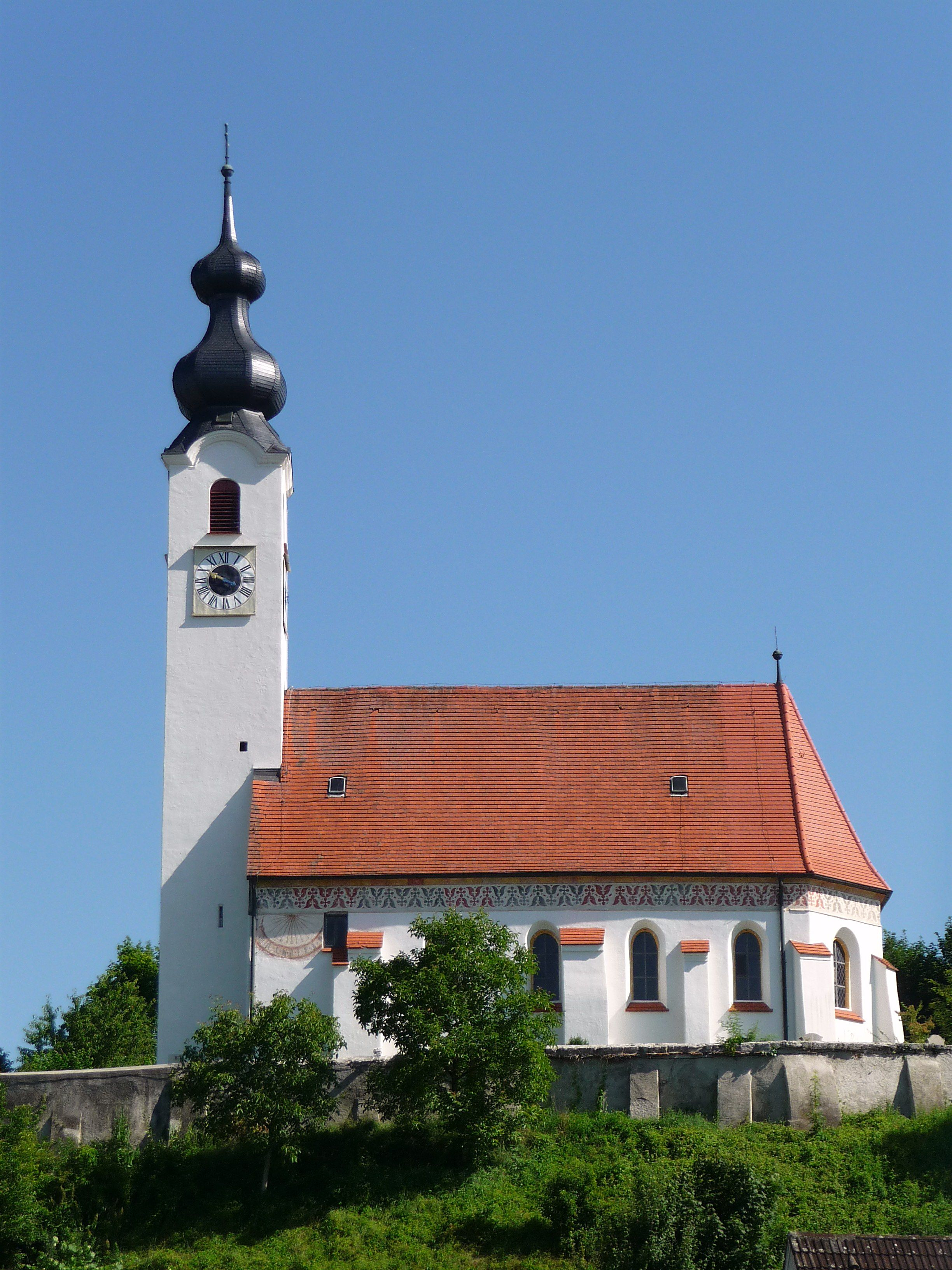
Mariä Himmelfahrt in Perach

Die römisch-katholische Pfarrkirche Mariä Himmelfahrt steht in Perach, einer Gemeinde im oberbayerischen Landkreis Altötting. Sie ist in der Liste der Baudenkmäler in Perach als Baudenkmal unter der Nr. D-1-71-126-1 eingetragen. Die Pfarrei gehört zum Dekanat Altötting im Bistum Passau.

## Beschreibung
Die Saalkirche wurde unter Einbeziehung romanischer Reste im ausgehenden 13. Jahrhundert erbaut und Mitte des 15. Jahrhunderts umgestaltet. Sie besteht aus dem Langhaus zu fünf Jochen, dem dreiseitig geschlossenen Chor im Osten, die beide von Strebepfeilern gestützt werden, und dem mit einer doppelten Zwiebelhaube bedeckten Kirchturm im Westen, dessen oberstes Geschoss den Glockenstuhl mit vier Kirchenglocken und die Turmuhr enthält. An das Langhaus wurde an der Nordseite 1982 ein Seitenschiff angebaut. 
Der Innenraum ist mit einem Netzgewölbe überspannt. Das Altarretabel des um 1700 gebauten Hochaltars wird von gedrehten Säulen flankiert. Im Chor sind Reste von Glasmalereien aus dem 15. Jahrhundert erhalten geblieben. Die heutige Orgel wurde 1983 von Pirchner gebaut.